# Alternatywne Spotkania Teatralne „Klamra”
Alternatywne Spotkania Teatralne „Klamra” (do 2007 roku: Akademickie Spotkania Teatralne „Klamra”) – festiwal teatralny organizowany od 1993 roku przez Akademickie Centrum Kultury i Sztuki „Od Nowa” w Toruniu. Podczas festiwalu prezentowane są spektakle przygotowane przez polskie teatry niezależne.
Festiwal odbywa się zazwyczaj na wiosnę. W 2020 i 2021 roku z powodu pandemii COVID-19 odbywał się w październiku.

## Historia
Początkowo festiwal nazywał się Akademickie Spotkania Teatralne „Klamra”. Jego pomysłodawcą jest Maurycy Męczekalski, nazwę wydarzenia stworzył Jarosław Kobierski. Pierwsza edycja festiwalu odbyła się w 1993 roku. W 2007 roku doszło do zmiany nazwę festiwalu na Alternatywne Spotkania Teatralne „Klamra”. W tym samym roku po raz pierwszy przyznano Nagrody Publiczności. Od 2008 roku nagrodzony teatr otrzymuje pamiątkową statuetkę oraz zaproszenie na kolejną edycję festiwalu, gdzie ma okazję zaprezentować nowe przedstawienie.. W 2022 roku odbyła się 30. edycja festiwalu.

## Laureaci Nagrody Publiczności
Opracowano na podstawie oficjalnej strony festiwalu
- 2007 – Teatr Wierszalin (za spektakl Bóg Niżyński)
- 2008 – Teatr Kana (za spektakl Geist)
- 2009 – Teatr Porywacze Ciał (za spektakl Correctomundo)
- 2010 – Teatr Kana (za spektakl Lailonia)
- 2011 – Teatr Usta Usta (za spektakl Republika, 777)
- 2012 – Teatr Dada von Bzdulow & SzaZa (za spektakl Caffé Latte)
- 2013 – Teatr Formy (za spektakl Pandora)
- 2014 – Teatr Usta Usta (za spektakl Republika, Uczta)
- 2015 – Teatr neTTheatre (za spektakl The HIDEOUT / Kryjówka)
- 2016 – Teatr Kana (za spektakl Projekt Matka)
- 2017 – Teatr Wierszalin (za spektakl Dziady – Noc Pierwsza)
- 2018 – Teatr Papahema (za spektakl Skłodowska. Radium Girl)
- 2019 – Teatr Chorea (za spektakl Tragedia Jana)
- 2020 – Arti Grabowski i Teatr Cinema (za spektakl Warunki zabudowy)
- 2021 – Grupa Gra/nice (za spektakl Bezimienny/Nieznany)
- 2022 – Natalia Sakowicz (za spektakl Romans)